# Cerylon castaneum
Cerylon castaneum är en skalbaggsart som beskrevs av Thomas Say 1826. Cerylon castaneum ingår i släktet Cerylon och familjen gångbaggar. Inga underarter finns listade i Catalogue of Life.